# Klamathia
Klamathia Peckham & Peckham, 1903 è un genere di ragni appartenente alla famiglia Salticidae.

## Distribuzione
L'unica specie oggi nota di questo genere è stata rinvenuta in Sudafrica, nella Provincia del Natal.

## Tassonomia
Potrebbe essere un sinonimo più recente di Thyenula Simon, 1902, secondo uno studio di Jerzy Prószynski del 1987.
A dicembre 2010, si compone di una specie:
- Klamathia flava Peckham & Peckham, 1903[2] — Sudafrica